# Poboj pri Roženpelju
Poboj pri Roženpelju predstavlja enega večjih vojnih zločinov slovenskih partizanov nad slovenskim civilnim prebivalstvom za časa 2. svetovne vojne. Do umora petih slovenskih kmečkih gospodarjev je prišlo v noči iz 8. na 9. september 1942  v okolici vasi Roženpelj pri Trebnjem. V partizanskem napadu so bile požgane tudi domačije umorjenih.

## Ozadje
Spomladi in poleti leta 1942 je revolucionarno nasilje, ki so ga izvajali partizani Osvobodilne fronte (OF) na Dolenjskem, vzhodnem Notranjskem in v Ljubljani, doseglo vrhunec. Ob pasivnosti italijanskih okupacijskih oblasti je bilo umorjenih na stotine slovenskih kmetov, duhovnikov, intelektualcev, predvojnih županov, podjetnikov in Romov. Tako katoliška Slovenska legija kot liberalna Narodna legija sta v tem času že vzpostavili lastne ilegalne bojne enote za odpor proti okupatorju, vendar so se le-te takoj znašle pod pritiskom in oboroženimi napadi partizanov. V maju in juniju 1942 so se slovenski kmetje v Loškem potoku, na Rudolfovem pri Svetem Vidu nad Cerknico in v Šentjoštu sprva spontano, brez italijanskega vedenja, organizirali v obrambo pred partizanskimi napadi. Revolucionarno nasilje se je v vseh nebranjenih vaseh, ob skrivnem soglasju italijanskega okupatorja, stopnjevalo in nadaljevalo z novimi in novimi žrtvami. To je privedlo do odločitve vodstva Slovenske legije, da se uradno poveže z Italijani in z njihovim privoljenjem ustanovi Vaške straže za obrambo kmečkega življa pred partizanskim nasiljem. Prva vaška straža je bila na tak način ustanovljena 17. julija 1942 pri Šentjoštu, kmalu so sledile še druge. Ustanavljanje vaških straž je takoj naletelo na odmev pri vodstvu Komunistične partije Slovenije, ki je obvladovala OF in je želela preko nje na Slovenskem izvesti komunistično revolucijo. Vaške straže in vsi, ki so pri njih kakorkoli sodelovali, so bili v komunističnem svetovnem nazoru obravnavani kot »reakcija«, ki jo je bilo potrebno spraviti s poti. O fizični eliminaciji vsakega potencialnega odpora je dal izrecna navodila vodja slovenskih komunistov, od Moskve nastavljeni Edvard Kardelj, v pismih svojima neposredno podrejenima, Ivanu Mačku in Zdenki Kidrič. Tudi v krajih, kjer vaške straže sploh še niso bile ustanovljene, ali je bilo njihovo ustanavljanje šele v povojih, so partizani s številnimi brutalnimi akcijami nad kmečkim prebivalstvom skušali bodisi ustrahovati vaške može in fante, da se ne bi pridružili protirevolucionarnemu odporu, bodisi odstraniti s poti vse posameznike, ki bi lahko postali njegovi organizatorji. V tem smislu so se po avgustu 1942, pogosto v koordinaciji z lokalnimi oddelki italijanske vojske, ki so se ob načrtovanih datumih napada umikali iz oddaljenejših vasi v postojanke, izvajali partizanski nočni pogromi nad civilnim prebivalstvom Dolenjske in Notranjske – en od njih tudi v okolici Roženpelja.

## Partizanski napad na Roženpelj 8. – 9. septembra 1942
O vzrokih partizanskega napad na okolico Roženpelja je malo znanega, vendar je bil najverjetneje povezan z vedno močnejšim in očitnejšim odporom kmečkega prebivalstva proti revolucionarnemu nasilju. Po začetku ustanavljanja vaških straž julija 1942 in italijanski Roški ofenzivi v avgustu in septembru 1942 so se partizani znašli pod močnim pritiskom in gibanje je bilo praktično na robu propada. Število vaških stražarjev, ki so večinoma izhajali iz močne ilegalne Slovenske legije, je naraščalo in v nekaj mesecih preseglo število partizanskih borcev. Na tako spremenjene okoliščine so preostali partizani odgovorili s še večjim in mnogokrat nesmiselnim nasiljem, ki je večinoma doletelo tudi povsem nedolžne slovenske žrtve. V napadu na Roženpelj naj bi sodelovalo okoli 150 partizanov, žrtve pa so bile izključno neoboroženi slovenski kmetje. Dejstvo je, da so vaški možje partizanski napad očitno pričakovali, saj so v nočeh pred 8. septembrom večinoma spali izven vasi. V noči na 9. september, ko naj bi vas ščitila legionarska posadka, pa jih je večina ostala doma.

## Žrtve
- Franc Udovč, sodar in kmečki posestnik iz vasi Podlisec. Udovč in njegova hči Justina sta v medvojnem časopisju (Slovenec) omenjena kot pomočnika ljubljanskega trgovca Joška Eggerja, ki so ga partizani 3. julija 1942 ugrabili med njegovo poslovno potjo na Dolenjsko, ga oropali večje količine denarja in ga po celodnevnem mučenju tudi umorili. 2 dni kasneje, 05. julija 1942, sta bila v partizansko taborišče na Kremenjek nasilno privedena še Franc in Justina Udovč, kjer so ju zadrževali in zasliševali 3 dni, nakar so ju izpustili zaradi bližajoče vojaške nevarnosti.[5] Poročila govore, da je Udovč nekaj tednov pred partizanskim napadom iz previdnosti spal izven vasi, v noči na 9. september pa je spal doma. Datum napada je bil torej verjetno koordiniran z vaškimi terenci. Zgodaj zjutraj se je Udovč ravno odpravljal na svoje sodarsko delo, ko je četa partizanov z brzostrelkami obkolila njegovo  domačijo v Podliscu in zahtevala, da prideta oče in hči ponovno z njimi. V hiši so izropali denar in obleke, nato pa so oba odpeljali v smer proti Volčjim jamam. Do 2. ure popoldan so ju vlačili po okoliških gozdovih, jima grozili in ju ustrahovali. Ko so se vrnili v bližino Podlisca, so očeta Franca Udovča ustrelili, hčer Justino pa izpustili.

- Janez in Anton Novak. Novakova domačija v Roženpelju, po domače pri Kojamčevih, je bila očitno prva žrtev partizanskega napada. Poročila govore, da so partizani vdrli v hišo, od 60-letnega gospodarja Janeza izsilili denarnico s 14.000 lirami in ga nato sredi veže ustrelili v prsa. Domači sinovi, brez vsakega orožja, so se medtem  poskrili v kleti in na seniku. Partizani so od hčere zahtevali ključ od kleti, vendar jim ga ni hotela izročiti. Ko so vdrli v klet, so naleteli na dva Novakova sinova. Prvi je skočil in zamahnil proti njim z motiko v roki, tako da mu je za las uspelo ubežati. Drugi, Anton Novak, je poskušal storiti enako, vendar se je pri tem golorok zapletel v spopad z množico partizanov. Naslednje jutro so ga našli mrtvega 10 korakov od hiše, s porezano roko, nekaj odsekanimi prsti in z razbito desno stranjo lobanje. Dva preostala Novakova sinova sta se skrivala na seniku. Ko so ju partizani odkrili, je mlajšemu uspelo pobegniti, starejšega pa so začeli pretepati in zasliševati. V mraku je kljub vsemu uspelo pobegniti tudi njemu, partizani so streljali za njim in ga zadeli v stegno, vendar jim je ušel in se zatekel v Knežjo vas. Po umoru Janeza in Antona so partizani Kojamčevo domačijo z vsemi gospodarskimi poslopji vred zažgali.

- Lovro Trunkelj. Ob zažigu Kojamčeve domačije so se vnela tudi druga poslopja v vasi. Možno je, da so partizani hkrati zažgali več poslopij z namenom, da bi zajeli vaške može, ko bi le-ti prišli gasit požar. Lovro Trunkelj, domačin in oče komaj rojenega otroka, je iz svoje hiše opazoval, kako se požar širi proti središču vasi. Vedel je, da ga je potrebno na nek način ustaviti, sicer bo pogorela vsa vas. Z namočeno rjuho se je odpravil v smeri napredujočega ognja, da bi pred njim zavaroval vsaj kritična mesta. Kmalu so ga med opravilom presenetili partizani in ga s puškami odgnali v stran. Ko se je že umikal od njih, ga je en od partizanov ustrelil v hrbet. Trunkelj se je po strelu z zadnjimi močmi opotekel do hiše svojega soseda Skruna in tam omahnil na gnojišču pred hlevom. Do tja mu je sledil nek partizan in ga do smrti zabodel z bajonetom v prsa. Po umoru so partizani pri Trunkljevih požgali še hlev z živino vred.

- Jože Sirk. Poročila govore, da je bil Jože Sirk iz bližnjih Selc v svaštvu z enim od vodilnih lokalnih partizanov. Ob napadu na Roženpelj, ki so ga prebivalci Selc spremljali od daleč, se ni umaknil od doma, čeprav so mnogi drugi vaščani to še pravočasno storili in ga k temu nagovarjali. Sirk, oče treh otrok, je vztrajal, da se nima pred partizani česa bati in da se pred njimi ne misli umikati z doma : »Saj nisem nič hudega naredil.« Takoj po napadu na Roženpelj so partizani prišli tudi v Selce, se ustavili pred Sirkovo hišo in zahtevali, da gre z njimi. Truplo Jožeta Sirka so vaščani našli naslednji dan pred gozdom ob pešpoti iz Selc na Babno goro. Imel je prestreljena senca in globoko rano med ramo in ključnico. Partizani so hoteli po ugrabitvi Jožeta Sirka požgati tudi vas Selce. Od tega naj bi jih odvrnil domačin, ki jim je zabrusil: »Vso zimo in pomlad smo vam dajali hrano in vse ste dobili na Selcah, karkoli ste zahtevali. V zahvalo nam boste pa zdaj vse požgali.«[4]

## Odziv vaščanov
Vaščani so vse tri pomorjene v Roženpelju položili v krste, krste zabili in jih pustili same, saj si zaradi partizanskih groženj sprva niso upali opraviti niti krščanskega pogreba. Vas je za nekaj dni popolnoma zamrla. Tudi nekatere okoliške vasi so opustele, saj so pod vtisom partizanskih umorov in požigov v Roženpelju ljudje od tam enostavno zbežali. Ko so se postopoma vračali na domove, so morale vsa kmečka opravila prevzeti ženske, preživeli moški vaščani pa so se pridružili legionarjem v Selcah in v Trebnjem. Že kmalu, 20. septembra, se je selška legionarska posadka na Roženpelju spopadla s partizani in tokrat ubranila vas. Odziv vaščanov, ki so  jeseni leta 1941 in v začetku leta 1942 še v veliki večini podpirali Osvobodilno fronto, je bil torej popoln odmik od nje in začetek odkritega oboroženega odpora proti revolucionarnemu nasilju tudi v krajih okoli Roženpelja.